# Катоне (Казерта)
Катоне је насеље у Италији у округу Казерта, региону Кампанија.
Према процени из 2011. у насељу је живело 55 становника. Насеље се налази на надморској висини од 50 м.